# Jonathan Bibi
Jonathan Bibi (ur. 28 lipca 1984) – seszelski piłkarz grający na pozycji obrońcy. Od 2007 roku jest zawodnikiem klubu St Louis Suns United FC.

## Kariera klubowa
Swoją karierę piłkarską Bibi rozpoczął w klubie La Passe FC. W 2003 roku zadebiutował w nim w pierwszej lidze seszelskiej. W sezonach 2004 i 2005 został z nim mistrzem kraju. W 2007 roku przeszedł do St Louis Suns United FC. W sezonie 2010 zdobył z nim Puchar Seszeli, a w sezonie 2017 wywalczył mistrzostwo kraju.

## Kariera reprezentacyjna
W reprezentacji Seszeli Bibi zadebiutował 7 czerwca 2003 roku w wygranym 2:1 meczu kwalifikacji do Pucharu Narodów Afryki 2004 z Zimbabwe. Od 2003 do 2011 rozegrał w kadrze narodowej 28 meczów.